# Denisova-mennesket
Denisova-mennesket er et uddødt menneskelignende medlem af slægten Homo. I marts 2010 blev det offentliggjort, at benrester af et ungt individ, der levede for cirka 40.000 år siden var blevet fundet i Denisova-hulen i Altaj-bjergene i Sibirien – et område der omkring samme tid også var beboet af neanderthaleren og det moderne menneske. Det er muligvis en hidtil ukendt art at dømme ud fra analyser af mitokondrie-DNA fra benresterne. Tilstedeværelsen af Denisova-mennesket er fundet så langt sydpå som i Laos.
Denisova-mennesket er efterkommer af en udvandring fra Afrika.[kilde mangler] Hidtil er der fundet Denisova-DNA i østasiater samt oprindelige folk fra Papua Ny Guinea og Australien.[kilde mangler] Derfor menes det, at Denisova-mennesket holdt til i Sibirien og Østasien.
De tre kendte udvandringer blev foretaget af henholdsvis Homo erectus, Homo heidelbergensis og det moderne menneske.

## Yderligere læsning
- Humans Interbred with Denisovans Twice in History, Researchers Discover. Sci News 2018 Arkiveret 7. august 2020 hos  Wayback Machine
- Denisovan DNA Found in Modern-Day Melanesians. Sci News 2016
- Rincon, Paul (24. marts 2010), "DNA identifies new ancient human dubbed 'X-woman'", BBC News, arkiveret fra originalen 25. juli 2017, hentet 30. marts 2010.
- Wade, Nicholas (24. marts 2010), "Bone May Reveal a New Human Group", New York Times, arkiveret fra originalen 29. marts 2010, hentet 30. marts 2010.
- "Possible new human ancestor found in Siberia", Reuters, 24. marts 2010, arkiveret fra originalen 28. marts 2010, hentet 30. marts 2010.